# Marcus Peregrinius Super
Marcus Peregrinius Super war ein im 3. Jahrhundert n. Chr. lebender Angehöriger des römischen Ritterstandes (Eques).
Durch eine Inschrift, die beim Kastell Habitancum gefunden wurde und die auf 201/300 datiert wird, ist belegt, dass Super Tribun der Cohors I Vangionum equitata milliaria war, die in der Provinz Britannia stationiert war.